# ینی بیره‌خاتون (چیلدیر)
ینی بیره‌خاتون (به ترکی استانبولی: Yenibeyrehatun) یک منطقهٔ مسکونی در ترکیه است که در چیلدیر واقع شده‌است.